# Anne-Sophie Brasme
Anne-Sophie Brasme (Metz, 1984 –) francia írónő.

## Munkássága
Összehasonlító irodalomból diplomázott a Párizs-Sorbonne Egyetemen. 2007-ben modern irodalomból szerzett tanári képesítést, és jelenleg is modern irodalmat tanít.
Lélegezz (2001) címmel az Édition Fayard gondozásában megjelent első regényét 16 éves korában, még iskolásként írta. A történet két tinédzser mérgező barátságról szól, amely mániákus megszállottságba torkollik. A regény nagy lelkesedést váltott ki Franciaországban. 2002-ben elnyerte a Contrepoint díjat. Magyarul 2002-ben Laky Krisztina fordításában jelent meg az Ulpius-ház kiadónál.
Második regényének, Le Carnaval des monstres (2006) főszereplője a 21 éves Marica, akit torz szája elszigeteli őt a világtól. Egy nap válaszol egy apróhirdetésre, melyben egy fotós keres különleges fizikai tulajdonságokkal rendelkező személyeket. Így találkozik Joachimmal, egy gyötrődő negyvenes férfival, akivel pusztító kapcsolatot él meg. Mindkét regény nagy lelkesedést váltott ki Franciaországban. 

## Művei
- Respire, Paris, Éditions Fayard, 2001, 179 p. ISBN 2-213-61030-4
- Le Carnaval des monstres, Paris, Éditions Fayard, 2005, 224 p. ISBN 2-213-62529-8
- Notre vie antérieure, Paris, Éditions Fayard, 2014, 162 p. ISBN 978-2-213-68130-6
- Que rien ne tremble, Paris, Éditions Fayard, 2021, 252 p.
- Mères sans filtre : huit récits intimes de déclics féministes pour libérer la parole sur la maternité, avec C. Abbey, R. Greusard, E. Font, J. Kerninon, G. Richard, C. Tran, I. Weizman, Solar Editions, 2023, 176 p.
- Ce qu'on devient, Paris, Éditions Flammarion, 2024, 288 p.

## Magyar nyelven
- Lélegezz, ford. Laky Krisztina, Ulpius-ház Könyvkiadó, 162. o. (2002). ISBN 9639348724